# Marsministären
Regeringen Moltke I, normalt kallad Marsministären, var Danmarks regering mellan 22 mars och 16 november 1848. Den bildades i samband med marsoroligheterna och var den första regeringen efter enväldets fall. 
Premiärminister
- Adam Wilhelm Moltke

Utrikesminister
- Frederik Markus Knuth

Finansminister
- Adam Wilhelm Moltke

Ministrar utan portfölj
- Laurits Nicolai Hvidt (till 1 november)
- Orla Lehmann

Justitieminister
- Carl Emil Bardenfleth

Krigsminister
- Anton Frederik Tscherning

Marinminister
- Adam Wilhelm Moltke till 6 april, därefter Christian Christopher Zahrtmann

Kyrko- och undervisningsminister
- Ditlev Gothard Monrad

Handelsminister
- Christian Albrecht Bluhme

Minister för hertigdömena
- Carl Scheel-Plessen (avgick 24 mars)